# Schagen vasútállomás
Schagen vasútállomás vasútállomás Hollandiában, Schagen községben, Schagen településen.

## Vasútvonalak
Az állomást az alábbi vasútvonalak érintik:
- Nieuwediep–Amsterdam-vasútvonal

## Kapcsolódó állomások
A vasútállomáshoz az alábbi állomások vannak a legközelebb:
- Anna Paulowna vasútállomás
- Heerhugowaard vasútállomás